# Antisana
Der Antisana (auch Antizana) ist ein Vulkan in der Ostkordillere (Cordillera Real), dem zentralen Zug der nördlichen Anden in Ecuador. Er ist der vierthöchste Berg Ecuadors und hat einen breiten, vergletscherten Hauptgipfel mit vier Spitzen und einer großen Caldera. Der mittlere Gipfel ist mit über 5758 m der höchste, der Südgipfel ist etwa 5506 m hoch. An den Hängen des Vulkans finden sich mehrere jüngere Blocklavaströme, welche aus Spalten ausgetreten sind. Die einzige eindeutig datierbare Eruption fand in den Jahren 1801 bis 1802 statt, als sich ein Lavastrom aus einem Schlot an der Nordnordost-Flanke des Vulkans ergoss. 
1802 war der Antisana der erste von fünf Vulkanbergen dieser Andenregion (neben dem Pichincha, Cotopaxi, Tungurahua und Chimborazo), die Alexander von Humboldt und Aimé Bonpland auf ihrer Amerikareise zu ersteigen versuchten.
Der Antisana befindet sich in der Provinz Napo in der Nähe des Ortes Papallacta an der Straße von Quito nach Baeza, zirka 55 km östlich der Hauptstadt Ecuadors. Umliegende Haziendas verlangen eine Durchfahrgenehmigung, die in Quito einzuholen ist, und die den Zugang erschwert. Außerdem gilt der Antisana wegen seines für ecuadorianische Verhältnisse besonders wechselhaften und oft wolkigen Wetters sowie seines spaltenreichen Gletschers als anspruchsvolle Hochtour, die viel Erfahrung und technische Kenntnisse voraussetzt. Der Antisana wird daher von Bergsteigern relativ selten frequentiert.
Der Antisana ist namensgebend für das Naturreservat (reserva ecológica) Antisana, das 1993 vom Staat Ecuador gegründet wurde und eine Fläche von 120.000 ha in den Provinzen Napo und Pichincha umfasst und zu einem der „Hotspots“ der Artenvielfalt der Welt gehört.